# Texaco
Pour les articles homonymes, voir Texaco (homonymie).
Texaco (venant de The Texas Company) est une compagnie pétrolière américaine. Elle appartient à Chevron Corporation depuis 2001. Son siège social se trouve à San Ramon, en Californie.
Son activité principale est la vente de carburant pétrolier au détail dans une chaîne de stations-service. Son produit phare est une essence réputée améliorée par un additif (aujourd'hui le Techron développé par Chevron, qui en 2005 a remplacé le précédent additif CleanSystem 3). 
Texaco produisait et commercialisait aussi une huile moteur (Havoline). 
La marque Texaco est très présente aux États-Unis, en Amérique latine et Afrique de l'Ouest, et moins en Europe sauf au Royaume-Uni (avec environ 1 100 stations-service Texaco) et en Belgique.
Longtemps[Quand ?], Texaco est resté la seule compagnie vendant de l'essence dans chacun des 50 États américains, ce qui n’est plus vrai aujourd'hui[Quand ?].
Son logo est une étoile blanche dans un cercle rouge (référence à la Lone Star du Texas).

## Histoire

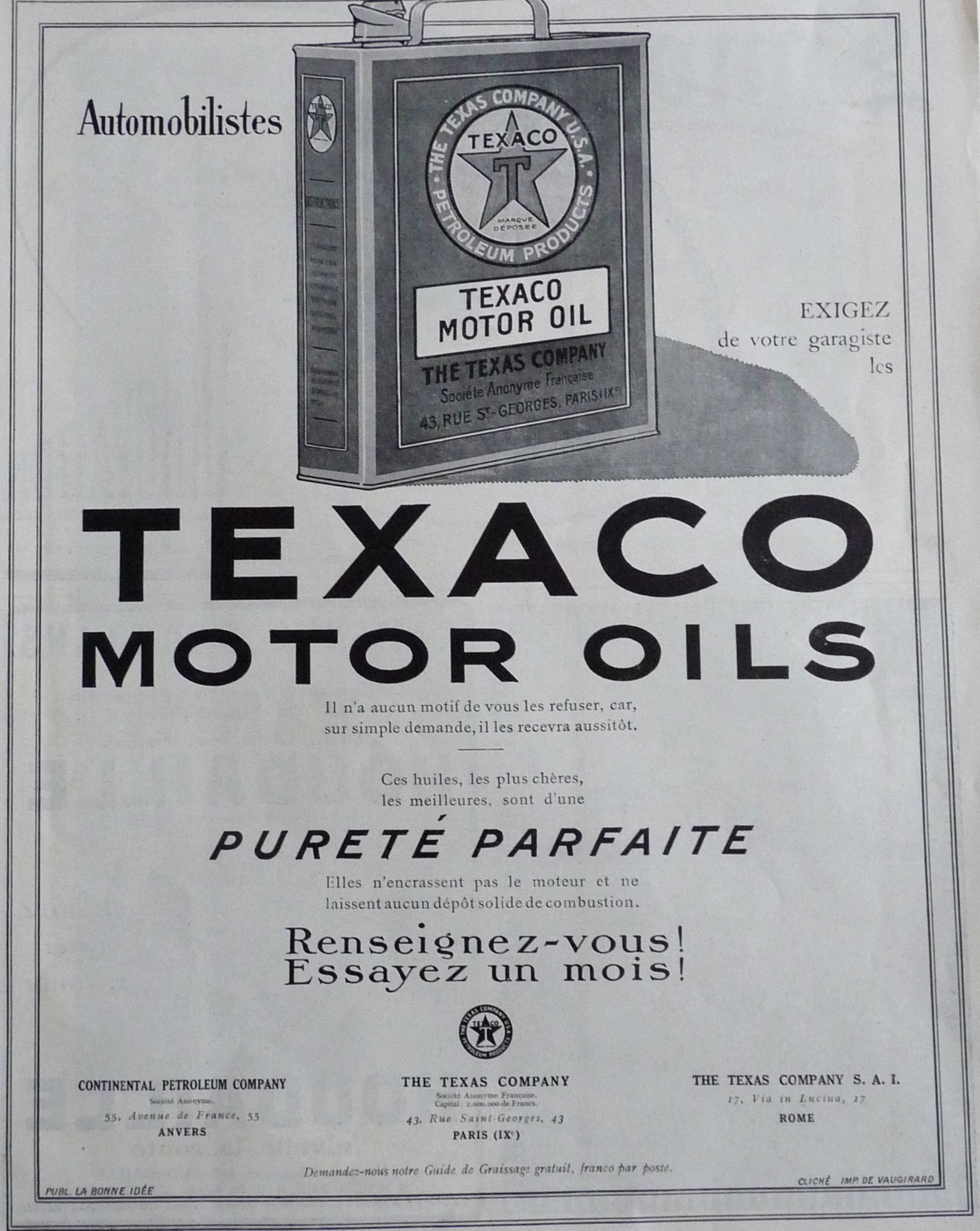
Publicité publiée dans le périodique français L'Illustration, en 1924

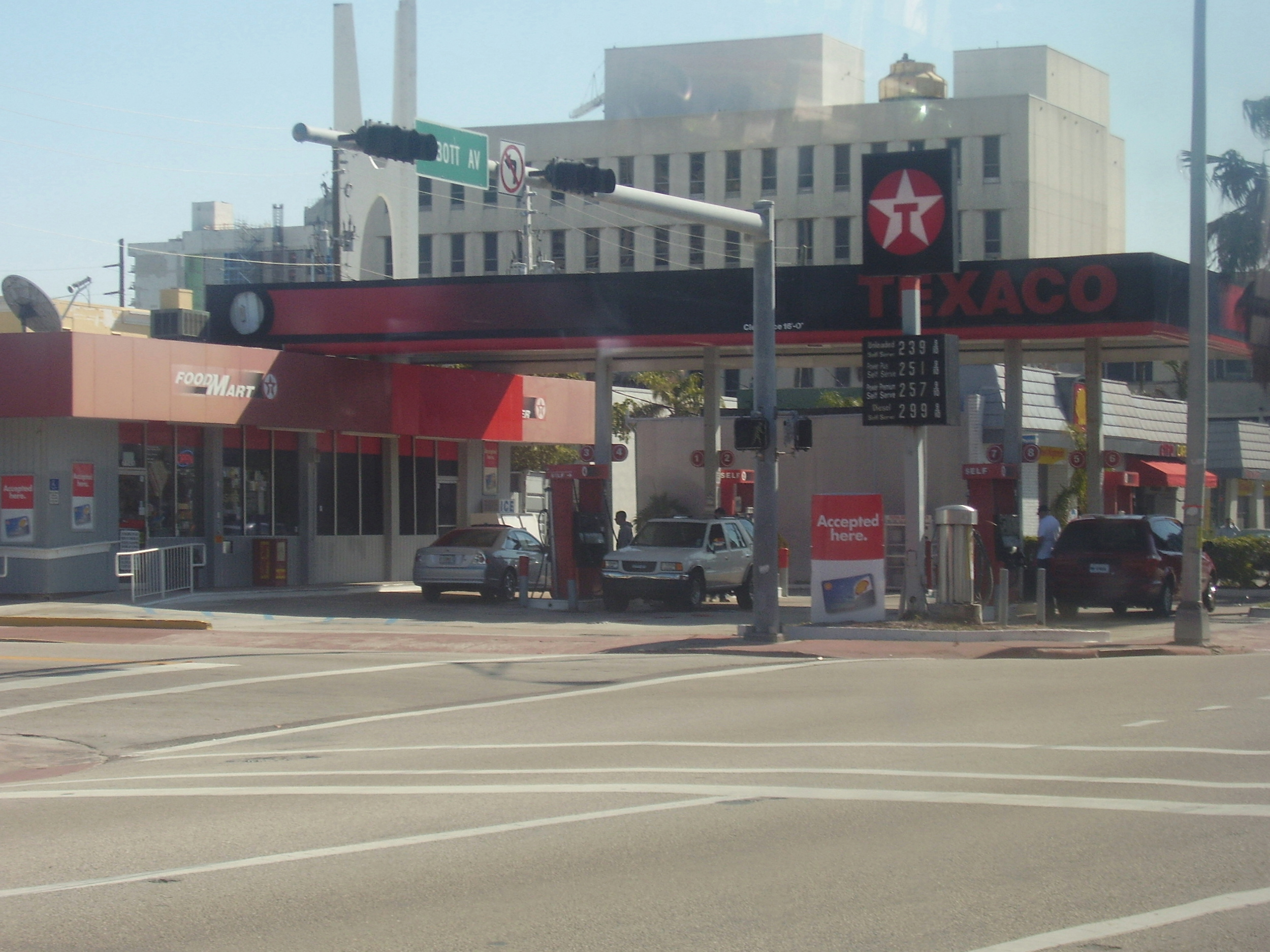
Une station-service Texaco à Miami Beach, Floride

### De la fondation aux années 1930

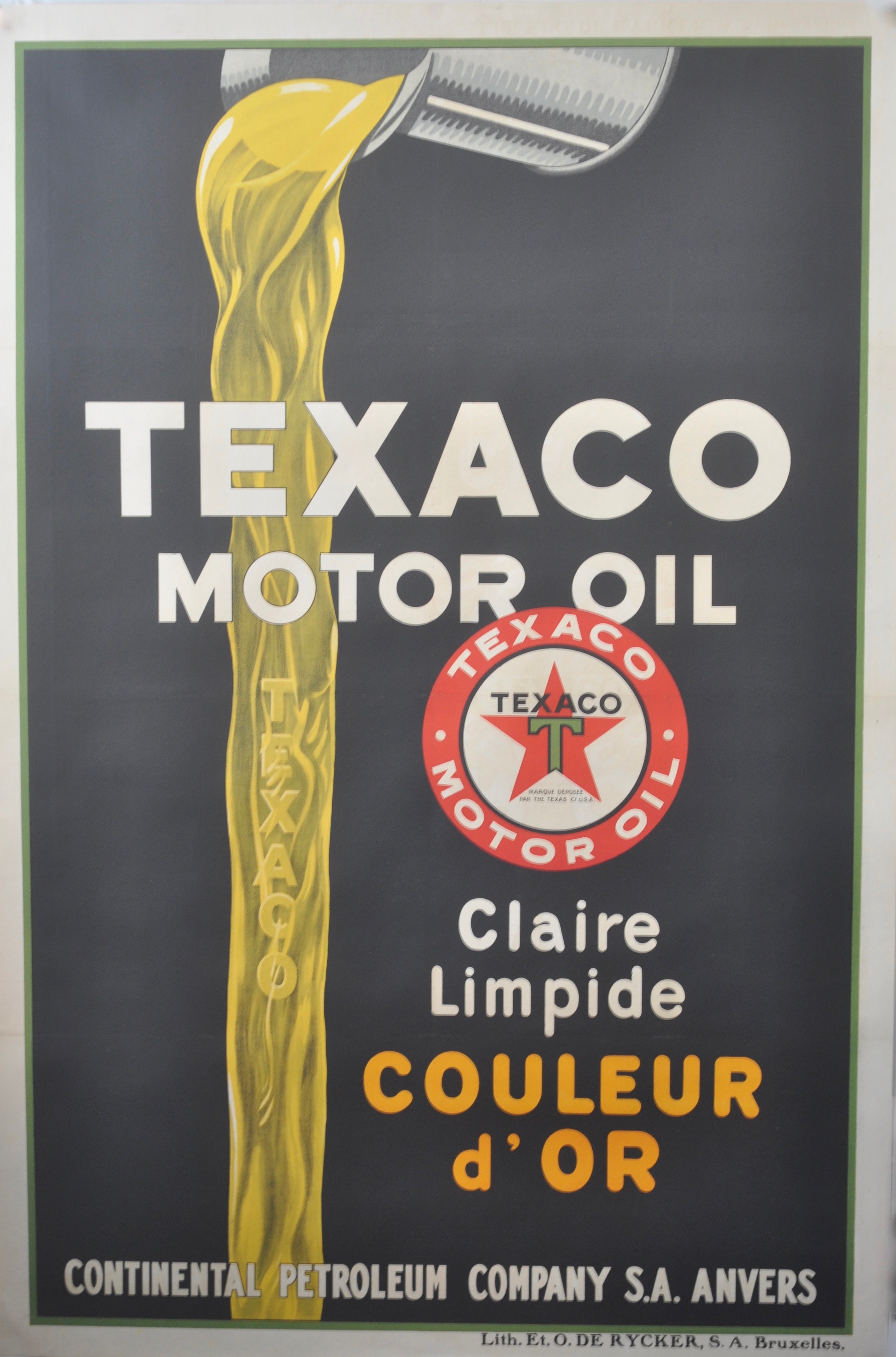
TEXACO MOTOR OIL Publicité (1928)

La compagnie est créée en 1901, à Beaumont au Texas sous le nom de Texas Fuel Company, par Joseph S. Cullinan et Arnold Schlaet, à la suite de la découverte de pétrole à Spindletop. En 1905, Texaco s'établit à Anvers (Belgique) sous le nom de Continental Petroleum Company.
Texaco acquiert le contrôle de Central Petroleum Company dès 1913 et s'installe un an après dans de nouveaux bureaux à Houston au coin de San Jacinto et Rusk.

Présente dans 48 États (50 après que l'Alaska et Hawaï rejoignirent l'Union en 1959), Texaco devient alors, en 1928, la 1re compagnie de vente de carburants aux États-Unis.
Dès 1931, la compagnie continue son ascension : la Texaco's corporate achète l'Indian Oil Company, société basée en Illinois, opération qui étend les capacités de raffinage de Texaco, et l'implante dans le marché du Midwest en lui donnant les droits sur la production de l'Havoline, une huile-moteur « Wax Free » qui donne à la société une image de qualité. Sur le marché national, Texaco introduit l'année suivante (1932) une essence spéciale pour les pompiers, un carburant à indice d'octane répondant aux exigences des pompes à incendie, qui le promeut au travers d'un programme radio sur NBC. 
En 1936, Texaco commence à approvisionner en carburant les rebelles nationalistes en Espagne et continuera de le faire durant toute la durée de la guerre, livrant environ 3,5 millions de barils (560 000 m3). Le marketing East of Suez (dont en Asie, Afrique orientale, et Australasie) est confié à une coentreprise créée avec la Standard Oil Company of California (Socal, Chevron) sous la marque Caltex, en échange de l'intégration par Socal de sa raffinerie de Bahreïn et de ses champs pétrolifères d'Arabie dans la coentreprise.
Texaco missionne le designer industriel Walter Dorwin Teague pour créer, en 1937, un nouveau concept de station service moderne. Teague produit un bâtiment fonctionnel blanc avec signalétique visible pour les zones de service « lavage », « lubrification », etc, avec un espace bureau disposant de grandes fenêtre rendant visibles les pneus, batteries, et accessoires en vente, avec des toilettes hommes et femmes, toilettes aux couleurs vertes du groupe. Teague proposait des carreaux de faïence blanche, mais des variations locales et régionales pouvaient inclure de la brique peinte, du béton, des parpaings ou stuc. Les autres caractéristiques comprennent l'étoile rouge de Texaco sur la façade, les flancs extérieurs et au-dessus des baies de service, en plus de lettrages rouges « Texaco » au-dessus de la zone de bureaux.
En 1938, Texaco introduit l'essence Sky Chief gasoline, un carburant dit de qualité premium à indice d'octane élevé, délivré par une pompe de couleur argentée en contraste avec la pompe « rouge pompier », ceci jusqu'au début des années 1960. Avec un standard de propreté unique pour toutes ses stations, Texaco devient, en 1939, l'une des premières compagnies pétrolières à introduire une salle de repos enregistrée (Registered Rest Room), et ce jusqu'à la crise énergétique des années 1970 (embargo pétrolier).

### Décennies 1940 et 1950

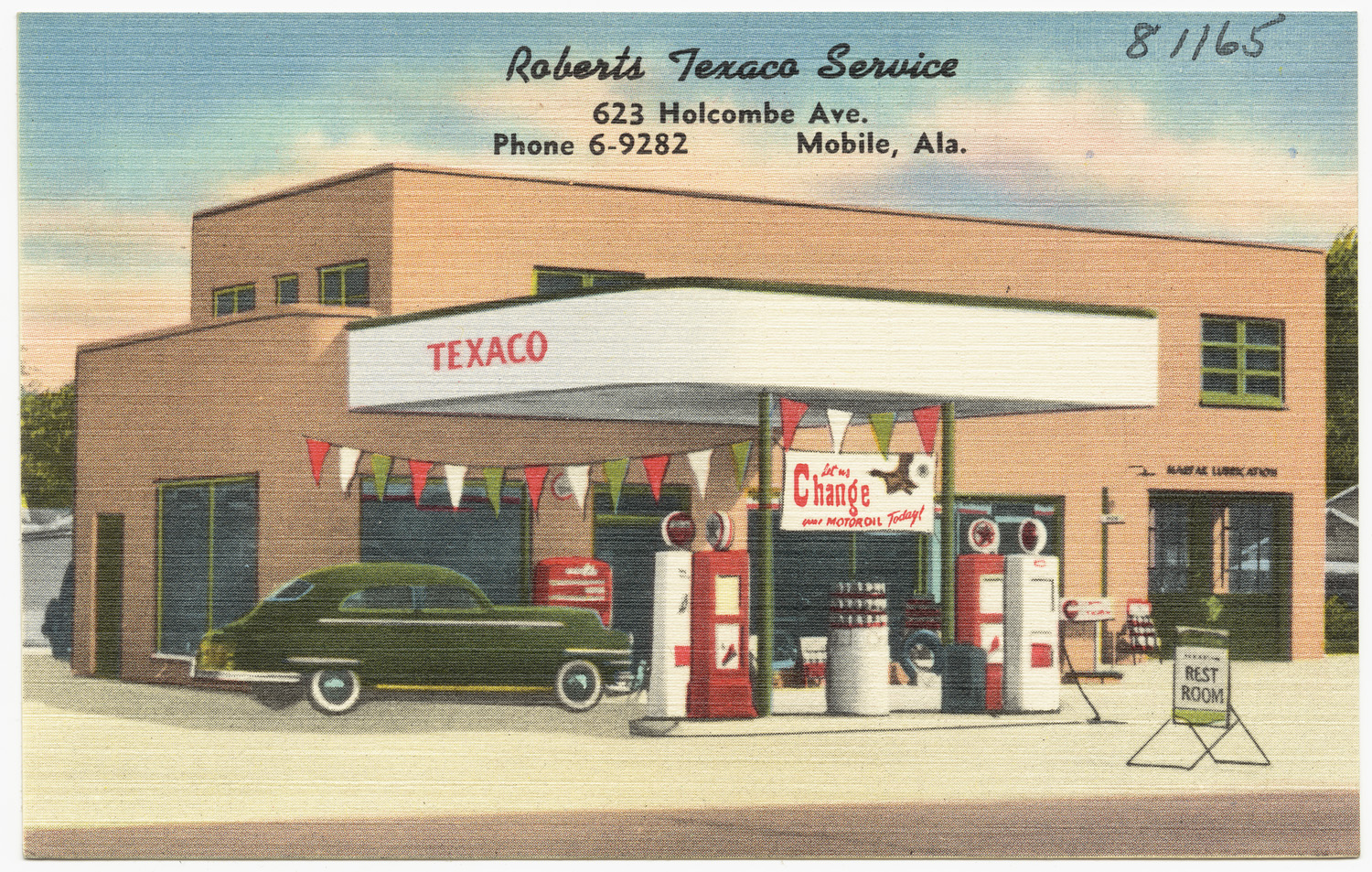
Station-service Texaco américain, période de 1930-1945.

Torkild Rieber, PDG de Texaco, démissionne en 1940 à la suite de la révélation publique de ses liens avec le nazisme allemand, et parce qu'il a approvisionné les forces fascistes de Franco durant la guerre civile espagnole, ;
En 1947, les opérations commerciales européennes de Texaco sont placées dans la coentreprise Caltex et Texaco fusionne ses opérations britanniques avec Trinidad Leaseholds sous le nom de marque Régent, prenant ainsi le contrôle complet de Régent en 1956 (la marque Regent reste en usage jusqu'en 1968-69).

Texaco ajoute un additif détergent nommé Petrox dans son carburant « Sky Chief » en 1954, dont l'indice d'octane a aussi été augmenté pour répondre aux besoins antidétonants des nouvelles voitures équipées de moteurs à haute compression. Texaco construit alors une nouvelle usine à Port Arthur (Texas), spécialement destinée à la fabrication du Petrox.
À partir de 1958, Texaco devient le sponsor unique de « The Huntley-Brinkley Report (en) » sur la chaine de télévision NBC-TV. Le journal télé nocturnes avait eu du mal à retenir ses sponsors depuis que le premier l'avait abandonné deux ans plus tôt, à l'automne 1956. La Société du Texas change sa dénomination sociale pour « Texaco, Inc » à partir de 1959, afin de mieux valoriser sa marque Texaco, qui représentait alors là l'essence la plus vendue aux États-Unis et la seule vendue sous le même nom dans chacun des cinquante États des États-Unis. Texaco augmente alors cette même année son emprise en Amérique du Nord en achetant le groupe canadien McColl-Frontenac Oil Company Ltd. qui est rebaptisé « Texaco Canada Ltd ».
À la fin des années 1950, Texaco achète Paragon Oil (en), une des plus grandes compagnies pétrolières de distribution de carburant du nord-est des États-Unis.

### Décennies 1960 et 1970

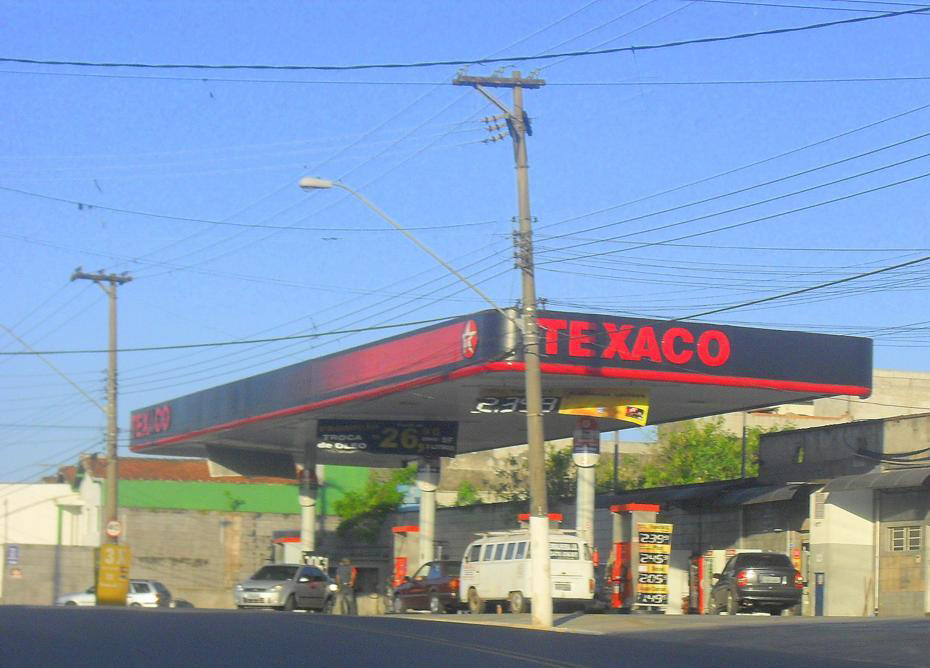
Station service Texaco, à Poá (São Paulo, Brésil)

En 1961, Texaco lance une nouvelle campagne publicitaire avec une chanson intitulée « The Man who wears the Star » (l'homme qui porte l'étoile), campagne dont le thème (« Texaco Star Theme ») a été écrit par W.A. Fredricks. Ce jingle radiophonique sera diffusé dès 1961. En 1964, Texaco introduit un nouveau modèle de design de station service (dit « Matawan », car créé à Matawan, dans le New Jersey). Elle est caractérisée par des mansardes dans le toit, des baies de services déplacées sur le côté de la station et un parement couvrant la plupart des murs extérieurs.
Texaco remplace son ancien logo de banjo en 1966 par un nouveau logo hexagonal (testé depuis deux ans sur les nouvelles stations service « Matawan »). Le nouveau logo a un contour rouge avec Texaco écrit en caractères gras noir et le logo du banjo avec de petites étoiles rouges et un T vert en bas. Texaco conclut aussi un accord avec Howard Johnson[Lequel ?] qui propose un hébergement (Howard Johnson motor lodges) et une restauration, tendance généralisée de l'époque parmi les grandes compagnies pétrolières qui durera jusqu'à la crise pétrolière de 1973. Le nom de marque Regent est remplacé en 1967 par celui de Texaco dans les stations service du groupe au Royaume-Uni.
Dès 1970, le problème de la pollution routière par le plomb et le nombre de cas de saturnisme chez les enfants commence à inquiéter les épidémiologistes nord-américains. Le législateur impose peu à peu des standards d'émissions moins polluantes, conduisant Texaco à envisager et mettre en œuvre une production d'essence sans plomb (obligatoire en 1975 sauf pour les modèles anciens de moteurs de voiture et camions ne supportant pas cette essence). La compagnie commence alors à livrer son essence sans plomb dans la région de Los Angeles puis en Californie du Sud et dans tout le pays à partir de 1974, à temps pour l'apparition des nouveaux moteurs qui équiperont tous les modèles produits à partir de 1975 aux États-Unis.
Texaco Canada Ltd fusionne avec Texaco Explorations Ltd Canada en 1978, pour former Texaco Canada Inc.

### Décennies 1980 et 1990
Le 20 novembre 1980, Texaco, à l'origine d'une erreur de calcul de forage et d'une prise de risque industriel a priori excessive, engendre une catastrophe en Louisiane nommée La catastrophe du Lac Peigneur.
En 1982, un nouveau design est affecté aux stations service qui insiste sur les couleurs noire, rouge et ajoute du gris. À l'occasion de l'avènement du libre-service qui limite le nombre d'employés et l'exposition de ces employés aux vapeurs toxiques de plomb tétraéthyle et de benzène (qui remplace le plomb comme anti-détonant), les carburants reçoivent de nouveaux noms (ex : le Lead-free Texaco devient Texaco Unleaded, et le Fire Chief devient Texaco Regular, alors que le Super Lead-free Sky Chief devient Texaco Super Unleaded. Le 20 avril 1984, Bass Brothers de Sid Bass vend sa participation dans Texaco pour 1,28 milliard d'USD, faisant un profit de 400 millions d'USD.
Le 19 novembre 1985, la compagnie Pennzoil (représentée par le fameux litigator de Houston Joe Jamail) gagne contre Texaco 10,53 milliards de dollars à la suite du verdict du plus grand procès civil de l'histoire du droit des États-Unis. Texaco avait alors signé un contrat d'achat de Getty Oil après que Pennzoil ait lui-même établi un contrat (non signé mais encore juridiquement valable) avec Gordon Getty. Dès 1987, Texaco est alors au bord de la faillite ; la compagnie continue néanmoins ses activités de négoce sous la protection du Droit des faillites américain (« U.S. bankruptcy laws »). En 1988, Texaco et Saudi Aramco signent un accord pour une coentreprise appelée Star Enterprise dans laquelle Saudi Aramco détiendra 50 % des parts du raffinage de Texaco et de ses opérations de marketing dans l'est des États-Unis .
En 1989, Texaco introduit son additif System3 gasolines (additif détergent) dans chacune des trois qualités de carburant qu'il distribue, arguant qu'il améliore les performances du véhicule en réduisant les dépôts qui obstruent les systèmes d'injection de carburant. Texaco Canada Inc est vendue à la Compagnie Imperial Oil (avec conversion vers la marque Esso). La compagnie reçoit la médaille nationale des arts National Medal of Arts en 1991.
Pour parer à la réduction des réserves pétrolières du sous-sol des États-Unis, et afin d'augmenter son chiffre d'affaires et ses bénéfices, Texaco investi en 1993 dans la recherche pétrolière, dont en Amérique du Sud où elle a sponsorisé le footballeur brésilien Ronaldinho. Elle a trouvé beaucoup de pétrole sous l'Amazonie en Équateur. Ce pétrole a été exploité avec peu de précautions pour l'environnement et les populations autochtones dont amérindiennes (peuples premiers) depuis une trentaine d'années. 
Plusieurs douzaines de chefs de tribus amérindiennes et résidents de l'Amazonie équatorienne protestent publiquement contre les conditions d'exploitation du pétrole, notamment dans les aires protégées (ou théoriquement protégées) de la réserve indienne et du parc national Yasuni (qui est aussi réserve Man and Biosphère de l'Unesco). Ils s'organisent et intentent un procès collectif en class-action (class-action lawsuit) contre Texaco réclamant au groupe plusieurs milliards de dollars en compensation des atteintes écologiques majeures (déforestation et fragmentation forestière, routes permettant aux braconniers, bucherons illégaux et colons de pénétrer les aires protégées, dégâts aux écosystèmes de la forêt tropicale et aux cours d'eau par les rejets de résidus toxiques de forage et de l'exploitation autour et en aval des zones d'exploitation de Texaco, qui ont privé d'eau pure environ 30 000 personnes démunies de ressources alternatives .
En 1994, le System3 de Texaco est remplacé par un nouvel additif CleanSystem3 gasoline réputé encore améliorer les performances du moteur. Après l'achat d'Hydro par Equinor (alors Statoil) en 1995, Texaco fusionne ses opérateurs danois et norvégien avec ceux de Norsk Hydro sous une nouvelle marque : HydroTexaco dans une coentreprise qui sera vendue en 2007 au négociant en carburants norvégien YX Energi.
En 1996, Texaco doit débourser plus de 170 millions de dollars pour réparer les actions de discrimination raciale, ayant fait l'objet d'une lawsuits par les employés noirs de la compagnie. 
Ce procès a été la plus grosse affaire de discrimination traitée par un procès collectif aux États-Unis jusqu'à cette date. Il a été particulièrement dommageable pour l'image de l'entreprise (déjà accusée de ne pas respecter les droits des populations autochtones amérindiennes de l'Amazonie équatorienne), notamment quand des enregistrements contenant des propos insultants et racistes (utilisés de façon répétée par les dirigeants de l'entreprise lors de réunions de haut niveau) ont été présentés au tribunal .
En 1998, une coentreprise Equilon est faite avec Shell Oil Company, combinant leurs activités de raffinage dans l'Ouest et le Midwest américain mais aussi leurs activités marketing, conduisant à un arrêt (2006) de la Cour suprême des États-Unis dans le cadre de la Loi américaine antitrust (cas Texaco Inc. v. Dagher) qui a considéré que Texaco et Shell ne violaient pas la loi antitrust concernant la fixation des prix du carburant d'Equilon. 
1998 – Une autre coentreprise nommée Motiva est créée avec la Shell Oil Company et Saudi Aramco où les opérations de la Star Enterprise ont été fusionnés avec les activités (raffinage + marketing) de la Shell sur la côte Est et le Golfe ;

### Des années 2000 à 2017
En 2001, Texaco cherche à se diversifier dans le domaine de la voiture électrique et achète le droit de vendre la Nimh battery, utilisée dans les véhicules électriques. Chevron Corporation fusionne alors avec Texaco six jours après tandis que Shell achète les intérêts de Texaco dans les coentreprises Equilon et Motiva. Dès 2002, la Shell Oil Company entame la conversion des stations Texaco qu'elle a acheté à la marque Shell (processus devant être terminée avant juin 2004) ; C'est le plus grand relookage associé à un changement de marque jamais fait suite à un rachat de marque aux États-Unis.

Chevron reprend des droits non exclusifs en 2004 pour utiliser la marque Texaco aux États-Unis mais regagne dès juillet 2006 des droits exclusifs pour le même nom de emarque dans tous les États-Unis. Chevron commence alors à ouvrir des stations-service, fournissant du gaz dans le pays, et vend quelques-unes de ses stations BP et Citgo dans le sud-est du pays, après que Texaco ait introduit en août 2005, l'additif Techron dans ses carburants aux États-Unis et dans certaines parties de l'Amérique latine.

Dès 2007, le groupe Delek au Benelux, reprend les activités de marketing de Chevron Global Energy Inc au Benelux, dont ses 869 stations-service, principalement sous la marque Texaco. 
 Chevron Corporation vend ses stations-service Conoco du Mississippi avec conversion à la marque Texaco.
En 2010, Chevron continue à autoriser des vendeurs indépendants à passer à la marque Texaco, comme la petite chaîne de stations BP du Mississippi (stations exploitées par Mississippi Oil /Smith Petroleum sous le nom de Dandy Dan C-Stores), puis termine avec Texaco leur vente au détail dans la partie Mid-Atlantic des États-Unis avec suppression de la marque dans 1 100 stations dans les États concernés (Delaware, Indiana, Kentucky, Caroline du Nord, New Jersey, le Maryland, l'Ohio, la Pennsylvanie, la Caroline du Sud, Virginie, Virginie occidentale, Washington DC, et certaines parties du Tennessee).
Selon un article du quotidien Le Monde, paru en 2017, la société Texaco filiale du groupe Chevron serait responsable de nombreuses « piscines » de pétrole en plein cœur de la forêt équatorienne. Il y est dénoncé qu'en 1993, la société a cédé ses forages à l'entreprise publique Petroecuador qui continua l'exploitation de ces puits malgré leur état. En 2011, Chevron est alors condamnée à 9 milliards d'euros pour les dégâts environnementaux, jugement que la société conteste « doutant de la légalité du verdict ».

## Enjeux environnementaux
Les lobbies pétroliers américains ont soutenu les « climatosceptiques », ces personnes qui mettent en doute la véracité du réchauffement climatique global. Ils se sont ainsi fait accuser de freiner le progrès vers des solutions propres et sûres se passant du pétrole ou l'économisant fortement, et d'aggraver la vitesse à laquelle l'humanité aura à faire face aux impacts du dérèglement climatique et ainsi ont alimenté la Controverses sur le réchauffement climatique ;

### De 1965 aux années 1990
De 1965 à 1993, Texaco fait partie du consortium créé pour exploiter le champ pétrolifère de Lago Agrio. Chevron-Texaco y creuse 350 puits de pétrole et 880 bassins de rétention en pleine Amazonie équatorienne. Un premier procès a alors été intenté contre Texaco à New York en 1993 sans succès, suivi d'une seconde plainte déposée en 1994 par des représentants amérindiens péruviens, touchés eux aussi par les dégâts écologiques et humains qui ont suivi la pose d'un pipe-line.

Un Front de défense de l’Amazonie (Frente de defensa de la Amazonìa, FDA) s'est constitué avec des ONG locales, rapidement soutenu par de grandes institutions telles qu'Oxfam America, Amnesty international, Human rights watch et l’ONG américaine Amazon watch. En 1995, Texaco offre 40 millions de dollars (équivalent de la part de Texaco dans le consortium, selon Chevron) au gouvernement de l'Équateur en réparation des dégâts écologique, en échange d'un retrait de toute plainte. Cependant, le FDA, a considéré cette action comme une « imposture », la contamination des milieux n'ayant pas évolué (les déchets toxiques ayant simplement été enterrés et non traités ou retirés). Les plaignants seront déboutés en 1996 au motif que cette affaire ne relève pas d'un tribunal américain. Les amérindiens se sont donc retournés vers la Cour équatorienne. 
L'entreprise a été accusé de dommages environnementaux graves induits de 1972 à 1992 par ses opérations de recherche, 356 à 370 forages (chiffre variant selon les sources et dates), centaines de réservoirs pollués, torchères, pluies acides et rejets de fluide de forage et eaux contaminées par du pétrole et d'autres produits (fluides de forage) en pleine jungle, ainsi que par le transport du pétrole, tant par les populations autochtones que par le gouvernement de l'Équateur. Selon les plaignants, la filiale Texaco Ecuador en se dispensant d'appliquer en Équateur les standards environnementaux de sa maison mère aux États-Unis aurait économisé 1 à 3 dollars par baril produit (soit environ 8,3 milliards de dollars en tout) et une expertise demandée par le tribunal a conclu que l’indemnisation des populations et la réparation des dégâts environnementaux coûterait presque 8 milliards de dollars, ce qui a motivé les plaignants à demander 16,3 milliards de dollars de réparation à Chevron.
Après une longue période durant laquelle le grand public n'a pas eu accès à cette question, l'affaire a été périodiquement largement médiatisée par les associations environnementales, humanitaires et de défense des droits de peuples autochtones. Selon les représentants des 30 000 plaignants, outre de graves problèmes de déforestation et de destruction de la faune et de la flore, Chevron-Texaco sont responsables d'environ 75 millions de mètres cubes de liquides toxiques rejetés dans la forêt humide ou marécageuse, 60 000 mètres cubes de pétrole ont été involontairement ou sciemment rejetés, plus de 600 dépôts de résidus toxiques à ciel ouvert ont été laissés sans précaution. Les ONG estiment à 6 milliards de dollars le montant des réparations. Un film documentaire Crude (2009) a été tourné sur place par Joe Berlinger. Chevron a de son côté estimé avoir été injustement pris pour cible, comme vache à lait susceptible de rembourser les dégâts, alors que (selon Chevron), la responsabilité réelle revient au gouvernement équatorien et à sa compagnie pétrolière nationale qui n'ont pas pris les précautions suffisantes.

Selon Mike Kostiw (directeur des relations avec les autorités politiques de Texaco), il y a bien eu « des difficultés avec les populations locales en Équateur et au Nigeria car elles n'ont obtenu aucune amélioration de leur sort de la part de l’État qui a pourtant reçu les redevances pétrolières.

Désormais, la compagnie s'efforce de collaborer avec les populations autochtones grâce à l'appui de certains membres du Congrès pour mettre en place des programmes d'éducation et de bonne gouvernance. Pour elle la prise en considération de l'échelon local est devenue fort importante » et si le groupe admet qu'il y a eu quelques fuites débordements, deux audits ont conclu que sa filiale aurait agi de façon responsable et sans impact durable ou significatif sur l'environnement. Un premier accord a été établi avec les autorités équatoriennes, basé sur un projet de réhabilitation mis en œuvre de 1995 à 1998 (pour 40 millions de dollars) devant solder ce différend, mais il est aussi sous la pression d'une part de ses investisseurs.

Devenu propriétaire de Texaco, Chevron a proposé 16,3 milliards de dollars à l’État équatorien pour mettre fin à ce procès et au sein de chevron, un groupe d’actionnaires de Chevron, appuyé par Amnesty International USA et Trillium Asset Management, une entreprise d’investissement socialement responsable basée à Boston gérant plus de 900 millions de dollars d'actifs pour des particuliers ou des investisseurs institutionnels se voulant financièrement responsables) s'est constitué pour demander au groupe de faire une estimation du coût global de cette affaire (réparation humaines, sociales, paysagères, écologiques, médicales et agricoles…) Le New York State Common Retirement Fund (10,2 millions de dollars de parts dans Chevron), fait partie des actionnaires mobilisés pour le respect de la forêt et des droits des peuples autochtones. Le FDA évalue aujourd'hui à environ 27 milliards de dollars le vrai coût de cette pollution (chiffre affiché sur la bannière d'accueil du site au 2011-10-30).
Devant préparer la sortie du tout-pétrole et le Peak oil (Pic pétrolier), Texaco s'intéresse au véhicule hybride et à la chimie moderne « NiMH, pour Nickel-Metal-Hybrid Batteries) » utilisée dans les véhicules hybrides. Le NiMH a été inventée par le créateur de ECD Ovonics Stan Ovshinksy, avec le Dr Masahiko Oshitani de la Société Yuasa,. En 1994, General Motors a acquis une participation majoritaire chez « ECD Ovonics » qui développe et produit ces batteries.

### À partir des années 2000
Le 10 octobre 2001, Texaco a acheté les parts de GM dans GM Ovonics, 6 jours avant que Chevron n'ait finalisé l'acquisition de Texaco. En 2003, Texaco Ovonics Battery Systems est restructuré en Cobasys (coentreprise 50-50 % entre Chevron et Energy Conversion Devices (ECD) Ovonics. L'influence de Chevron s'étend au-delà de Cobasys par des participations à hauteur de 19,99 % dans Ovonics ECD. En outre, Chevron estime avoir le droit de saisir tous les droits de propriété intellectuelle de Cobasys au cas où le Ovonics ECD ne remplirait pas ses obligations contractuelles. Le 10 septembre, 2007, Chevron a déposé une action en justice en etimant qu'Ovonics n'a pas rempli ses obligations, ce qu'Ovonics conteste les brevets de Cobasys sur ses batteries NiMH doivent expirer en 2015. Boschert a conclu de son enquête qu'il était possible que le contrôle de Cobasys par Chevron pouvait en fait avoir pour objet de ne pas développer trop tôt une concurrence à la voiture à essence ou fioul par la voiture électrique. De son côté, dans une entrevue avec The Economist, Ovshinsky estime qu'il a fait une erreur en s'associant à un pétrolier dans une coentreprise.
En 2011, Texaco-Chevron est jugé coupable et condamné à verser 9,5 milliards de dollars de dommages et intérêts pour procéder à la dépollution des sites et à l’installation d’aqueducs pour acheminer de l’eau potable en Amazonie équatorienne. En 2018, un jugement en la faveur de Texaco-Chevron, annule la condamnation du tribunal équatorien et condamne l’Équateur à verser une compensation à Chevron pour les désagréments causés par les poursuites en justice.

## Siège social
Avant la fusion, le siège de Texaco (70 000 m2 de bâtiment et 107 hectares l'entourant (0,43 km2) était situé dans Harrison, New York, près de White Plains. 

En 2002, Chevron a vendu l'ancien siège de Texaco à Morgan Stanley pour 42 millions de dollars